# District de Qiaocheng
Le district de Qiaocheng (谯城区 ; pinyin : Qiáochéng Qū) est une subdivision administrative de la province de l'Anhui en Chine. Il est placé sous la juridiction de la ville-préfecture de Bozhou.